# Polycirrus corallicola
Polycirrus corallicola är en ringmaskart som beskrevs av Addison Emery Verrill 1900. Polycirrus corallicola ingår i släktet Polycirrus och familjen Terebellidae. Inga underarter finns listade i Catalogue of Life.